# Kysre Gondrezick
Kysre Rae Gondrezick, née le 27 juillet 1997 à Benton Harbor dans le Michigan, est une joueuse professionnelle américaine de basket-ball évoluant au poste d'arrière.

## Biographie

### Carrière junior
Kysre Gondrezick évolue au lycée pour l'équipe de Benton Harbor High School, dans sa ville natale où sa mère est assistante coach. Elle est nommée Michigan Miss Basketball et participe au Jordan Brand Classic en 2016. La même année, elle rejoint l'université du Michigan et évolue pour les Wolverines du Michigan. En une saison disputée, elle joue 33 matchs pour des moyennes par match de 14,9 points et 3,6 rebonds en 27,8 minutes de jeu. Durant cette saison, elle est nommée cinq fois Big Ten Freshman of the Week.
En 2017, elle rejoint l'université de Virginie-Occidentale mais ne dispute pas la saison 2017-2018 en raison de la réglementation encadrant les transferts en NCAA. Elle débute avec les Mountaineers de la Virginie-Occidentale lors de la saison 2018-2019 avec des moyennes par match de 13,2 points et 4 passes décisives mais elle ne dispute que cinq matchs durant la saison pour des raisons personnelles. En 2019, elle est nommée dans l'équipe de la Junkanoo Jam Bimini Division All-Tournament. La saison suivante, elle dispute 26 matchs dont 24 comme titulaire pour une moyenne de 15,3 points et 3,2 passes décisives. A l'issue de la saison, elle est nommée dans le All-Big 12 Honorable Mention.
Lors de la saison 2020-2021, elle dispute 28 matchs pour des moyennes par match de 19,5 points et 4,5 passes décisives. Elle est nommée dans la First-team All-Big-12.

### Carrière professionnelle
Kysre Gondrezick est sélectionnée en 4e position lors de la draft WNBA 2021 par le Fever de l'Indiana.
Elle commence sa saison rookie le 15 mai 2021 face au Liberty de New York avec 5 points, 1 passe décisive et un rebond en 12 minutes de jeu. Elle établit son record en carrière le 31 mai 2021 face aux Aces de Las Vegas avec 8 points. Pour sa première saison en WNBA, elle dispute 19 matchs pour 1,9 point et 0,9 passe décisive de moyenne par match pour 9 minutes de temps de jeu par match.
En janvier 2022, elle est coupée par le Fever.
En février 2022, elle s'engage avec le Sky de Chicago pour leur camp d'entraînement. Elle est coupée juste avant le début de la saison WNBA 2022.
Après deux ans d'absence, elle retourne avec le Sky de Chicago en février 2024 pour leur camp d'entraînement. Elle fait ses débuts le 19 mai 2024 face aux Wings de Dallas avec 2 points, une passe décisive et un rebond en 3 minutes de jeu. Elle ne dispute que 5 matchs avant d'être coupée fin juin 2024, avant la fin de la saison WNBA 2024.

## Palmarès et Distinctions

### Palmarès
Néant.

### Distinctions personnelles
- Michigan Miss Basketball (2016)
- Jordan Brand Classic (2016)
- Michigan Gatorade Player of the Year (2016)
- 5x Big Ten Freshman of the Week (2016-2017)
- Junkanoo Jam Bimini Division All-Tournament team (2019)
- Cancun Challenge All-Tournament Team (2019)
- Florida Sunshine Classic Most Valuable Player (2019)
- All-Big 12 Honorable Mention (2020)
- First-team All-Big-12 (2021)

## Statistiques

### En universitaire
| Gras/Meilleures performances | [ 12 ] |

| Saison                    | Équipe                                  | MJ                                                   | M5                                                   | Min                                                  | %T                                                   | %3                                                   | %LF                                                  | Rb                                                   | PD                                                   | Int                                                  | Ctr                                                  | BP                                                   | F                                                    | Pts                                                  |
| ------------------------- | --------------------------------------- | ---------------------------------------------------- | ---------------------------------------------------- | ---------------------------------------------------- | ---------------------------------------------------- | ---------------------------------------------------- | ---------------------------------------------------- | ---------------------------------------------------- | ---------------------------------------------------- | ---------------------------------------------------- | ---------------------------------------------------- | ---------------------------------------------------- | ---------------------------------------------------- | ---------------------------------------------------- |
| 2016-2017                 | Wolverines du Michigan                  | 33                                                   | 16                                                   | 27,8                                                 | 42,6                                                 | 42,9                                                 | 67,0                                                 | 3,6                                                  | 2,8                                                  | 1,2                                                  | 0                                                    | 2,2                                                  | 1,8                                                  | 14,9                                                 |
| 2017-2018                 | Mountaineers de la Virginie-Occidentale | Absente en raison des règles de transfert de la NCAA | Absente en raison des règles de transfert de la NCAA | Absente en raison des règles de transfert de la NCAA | Absente en raison des règles de transfert de la NCAA | Absente en raison des règles de transfert de la NCAA | Absente en raison des règles de transfert de la NCAA | Absente en raison des règles de transfert de la NCAA | Absente en raison des règles de transfert de la NCAA | Absente en raison des règles de transfert de la NCAA | Absente en raison des règles de transfert de la NCAA | Absente en raison des règles de transfert de la NCAA | Absente en raison des règles de transfert de la NCAA | Absente en raison des règles de transfert de la NCAA |
| 2018-2019                 | Mountaineers de la Virginie-Occidentale | 5                                                    | 4                                                    | 31,2                                                 | 37,3                                                 | 23,1                                                 | 64,0                                                 | 3,4                                                  | 4,0                                                  | 2,4                                                  | 0,2                                                  | 3,2                                                  | 1,2                                                  | 13,2                                                 |
| 2019-2020                 | Mountaineers de la Virginie-Occidentale | 26                                                   | 24                                                   | 33,0                                                 | 37,3                                                 | 34,9                                                 | 77,4                                                 | 3,6                                                  | 3,2                                                  | 1,3                                                  | 0                                                    | 2,1                                                  | 1,1                                                  | 15,3                                                 |
| 2020-2021                 | Mountaineers de la Virginie-Occidentale | 28                                                   | 28                                                   | 37,3                                                 | 42,1                                                 | 36,4                                                 | 77,5                                                 | 2,9                                                  | 4,5                                                  | 1,7                                                  | 0                                                    | 2,7                                                  | 0,9                                                  | 19,5                                                 |
| Total : moyenne par match | Total : moyenne par match               |                                                      |                                                      | 32,3                                                 | 40,7                                                 | 37,4                                                 | 73,4                                                 | 3,4                                                  | 3,5                                                  | 1,4                                                  | 0                                                    | 2,4                                                  | 1,3                                                  | 16,3                                                 |
| Totaux                    | Totaux                                  | 92                                                   | 72                                                   | 2976                                                 | 520                                                  | 203                                                  | 260                                                  | 311                                                  | 320                                                  | 131                                                  | 3                                                    | 219                                                  | 117                                                  | 1503                                                 |

### En WNBA
| Gras/Meilleures performances | [ 13 ] |

| Saison                    | Équipe                    | MJ | M5 | Min | %T   | %3   | %LF  | Rb  | PD  | Int | Ctr | BP  | F   | Pts |
| ------------------------- | ------------------------- | -- | -- | --- | ---- | ---- | ---- | --- | --- | --- | --- | --- | --- | --- |
| 2021                      | Fever de l'Indiana        | 19 | 0  | 9,1 | 28,3 | 28,6 | 50,0 | 1,0 | 0,9 | 0,4 | 0   | 0,9 | 0,7 | 1,9 |
| 2024                      | Sky de Chicago            | 5  | 0  | 3,2 | 28,6 | 16,7 | -    | 0,4 | 0,4 | 0,8 | 0   | 0,6 | 0,4 | 1,0 |
| Total : moyenne par match | Total : moyenne par match |    |    | 7,9 | 28,3 | 26,5 | 50,0 | 0,9 | 0,8 | 0,5 | 0   | 0,8 | 0,7 | 1,7 |
| Totaux                    | Totaux                    | 24 | 0  | 189 | 15   | 9    | 2    | 21  | 20  | 11  | 0   | 20  | 16  | 41  |

## Affaire de violence conjugale
Le 11 septembre 2023, Kysre Gondrezick a été victime d’un cas de violence conjugale par son petit ami à l’époque, le joueur de la NBA, Kevin Porter Jr.,. Le résultat de l’affaire de violence conjugale a amené l’équipe de Porter Jr. à l’époque, les Rockets de Houston, à l’échanger contre le Thunder d'Oklahoma City, le 17 octobre et le Thunder l’a immédiatement coupé par la suite.
Plus tard, ’une des accusations portées contre Kevin Porter Jr. dans l’affaire contre Gondrezick a été abandonnée après qu’il s’est avéré que le procureur du district de Manhattan, Mirah Curzer, avait fait plusieurs déclarations fausses sur l’affaire en essayant de rapporter en faveur de Gondrezick, disant que de fausses allégations sont venues après que Curzer "avait besoin de déclarations en temps opportun.".
L’affaire entre Gondrezick et Porter Jr. s’est conclue le 23 janvier 2024 quand Kevin Porter Jr. a accepté un plaidoyer avec les procureurs, où il a accepté un verdict de culpabilité pour une accusation mineure d’agression imprudente et une violation de harcèlement au deuxième degré en échange de remplir un certain nombre de conditions afin de l’aider à effacer son casier judiciaire après un an.